# Сеньковский сельский совет (Черниговская область)
Сеньковский сельский совет (укр. Сеньківська сільська рада) — входит в состав
Городнянского района
Черниговской области
Украины.
Административный центр сельского совета находится в 
с. Сеньковка
.

## Населённые пункты совета
- с. Сеньковка
- с. Бериловка